# Віла-ду-Конде
Ві́ла-ду Ко́нде (порт. Vila do Conde; МФА: [ˈvi.ɫɐ du ˈkõ.dɨ], Ві́ла-ду Ко́нди) — муніципалітет і місто в Португалії, в окрузі Порту. Розташований у північно-західній частині країни, на березі Атлантичного океану, на теренах історичної португальської провінції Дору-Міню. Належить до Портуської діоцезії Католицької церкви в Португалії. Права міського самоврядування має з 1516 року. Поділяється на 21 парафію. За адміністративним поділом, чинним до 1976 року, був складовою провінції Берегове Дору. Площа муніципалітету — 149,03 км², населення муніципалітету — 79533 ос. (2011); густота населення — 533,67 осіб/км²
. Патрон — Іван Хреститель. Святковий день муніципалітету — 24 червня. Поштовий індекс — 4480.  Код місцевої адміністративної одиниці — 1316. Складова статистичного регіону Північ.

## Назва
- Віла-ду-Конде (порт. Vila do Conde, стара орфографія: порт. Villa do Conde) — сучасна португальська назва.

## Географія
Віла-ду-Конде розташована на північному заході Португалії, на північному заході округу Порту.
Віла-ду-Конде межує на півночі з муніципалітетом Повуа-де-Варзін, на сході — з муніципалітетами Віла-Нова-де-Фамалікан і Трофа, на півдні — з муніципалітетами Мая і Матозінюш. На заході омивається водами Атлантичного океану.

## Історія
1516 року португальський король Мануел I надав Вілі-ду-Конде форал, яким визнав за поселенням статус містечка та муніципальні самоврядні права.

## Населення
| Кількість мешканців | Кількість мешканців | Кількість мешканців | Кількість мешканців | Кількість мешканців | Кількість мешканців | Кількість мешканців | Кількість мешканців | Кількість мешканців | Кількість мешканців | Кількість мешканців | Кількість мешканців | Кількість мешканців | Кількість мешканців | Кількість мешканців | Кількість мешканців |
| ------------------- | ------------------- | ------------------- | ------------------- | ------------------- | ------------------- | ------------------- | ------------------- | ------------------- | ------------------- | ------------------- | ------------------- | ------------------- | ------------------- | ------------------- | ------------------- |
| 1864                | 1878                | 1890                | 1900                | 1911                | 1920                | 1930                | 1940                | 1950                | 1960                | 1970                | 1981                | 1991                | 2001                | 2011                |                     |
| 21 907              | 23 478              | 25 838              | 27 366              | 31 135              | 33 335              | 34 116              | 39 827              | 44 460              | 48 806              | 53 570              | 64 402              | 64 836              | 74 391              | 79 533              |                     |